# Episodi di La famiglia Partridge (prima stagione)
Negli Stati Uniti, la serie andò in onda sulla ABC dal 25 settembre 1970 al 19 marzo 1971. In Italia fu trasmessa su RaiUno dal 27 febbraio al 27 marzo 1978. L'ordine di trasmissione in Italia non rispettò l'ordine originale della prima trasmissione americana.
| nº | Titolo originale                            | Titolo italiano                       | Prima TV USA      | Prima TV Italia  |
| -- | ------------------------------------------- | ------------------------------------- | ----------------- | ---------------- |
| 1  | What? And Get Out of Show Business?         | Nel mondo dello spettacolo            | 25 settembre 1970 | 27 febbraio 1978 |
| 2  | The Sound of Money                          | Profumo di soldi                      | 2 ottobre 1970    | 7 marzo 1978     |
| 3  | Whatever Happened to the Old Songs?         | E le vecchie canzoni?                 | 9 ottobre 1970    | 8 marzo 1978     |
| 4  | See Here, Private Partridge!                | La recluta Danny                      | 16 ottobre 1970   | 28 febbraio 1978 |
| 5  | When Mother Gets Married                    | La mamma si sposa?                    | 23 ottobre 1970   | 1 marzo 1978     |
| 6  | Love at First Slight                        | Amore a prima vista                   | 30 ottobre 1970   | 4 marzo 1978     |
| 7  | Danny and the Mob                           | Un caso complicato                    | 6 novembre 1970   | 2 marzo 1978     |
| 8  | But the Memory Lingers On                   | Un... profumo persistente             | 13 novembre 1970  | 9 marzo 1978     |
| 9  | Did You Hear the One About Danny Partridge? | La sai l'ultima?                      | 20 novembre 1970  | 3 marzo 1978     |
| 10 | Go Directly to Jail                         | Musica tra le sbarre                  | 27 novembre 1970  | 10 marzo 1978    |
| 11 | This Is My Song                             | Il mio motivo                         | 4 dicembre 1970   | 14 marzo 1978    |
| 12 | My Son, the Feminist                        | Mio figlio femminista                 | 11 dicembre 1970  | 15 marzo 1978    |
| 13 | Star Quality                                | Il divo                               | 18 dicembre 1970  | 6 marzo 1978     |
| 14 | The Red Woodloe Story                       | Una certa storia                      | 1 gennaio 1971    | 24 marzo 1978    |
| 15 | Mom Drops Out                               | Mamma, lascia perdere                 | 8 gennaio 1971    | 20 marzo 1978    |
| 16 | Old Scrapmouth                              | Il morso tra i denti                  | 15 gennaio 1971   | 25 marzo 1978    |
| 17 | Why Did the Music Stop?                     | Una battuta d'arresto                 | 22 gennaio 1971   | 18 marzo 1978    |
| 18 | Soul Club                                   | Una colletta sonora                   | 29 gennaio 1971   | 17 marzo 1978    |
| 19 | To Play or Not to Play                      | Sciopero                              | 5 febbraio 1971   | 23 marzo 1978    |
| 20 | They Shoot Managers, Don't They?            | Come liberarsi di un impresario       | 12 febbraio 1971  | 13 marzo 1978    |
| 21 | Partridge up a Pear Tree                    | Completamente al verde                | 19 febbraio 1971  | 22 marzo 1978    |
| 22 | Road Song                                   | Canzoni per le strade                 | 26 febbraio 1971  | 21 marzo 1978    |
| 23 | Not with My Sister, You Don't!              | Con mia sorella no                    | 5 marzo 1971      | 16 marzo 1978    |
| 24 | A Partridge by Any Other Name               | Un vero Partridge                     | 12 marzo 1971     | 27 marzo 1978    |
| 25 | A Knight in Shining Armor                   | Il cavaliere dell'armatura splendente | 19 marzo 1971     | 11 marzo 1978    |